# Nothapodytes collina
Nothapodytes collina är en järneksväxtart som beskrevs av Cheng Yih Wu. Nothapodytes collina ingår i släktet Nothapodytes och familjen Stemonuraceae. Inga underarter finns listade i Catalogue of Life.